# Rimforsa
Rimforsa är en tätort i Kinda kommun i Östergötland.

Rimforsa ligger vid Kinda kanal mellan sjöarna Järnlunden och Åsunden. Riksväg 34 och järnvägen Stångådalsbanan från Linköping till Hultsfred och Kalmar med Krösatågen går igenom samhället. I mitten av samhället finns även en hög silo, Rimforsa silo, belägen mellan Riksväg 23/34 och Stångådalsbanan.

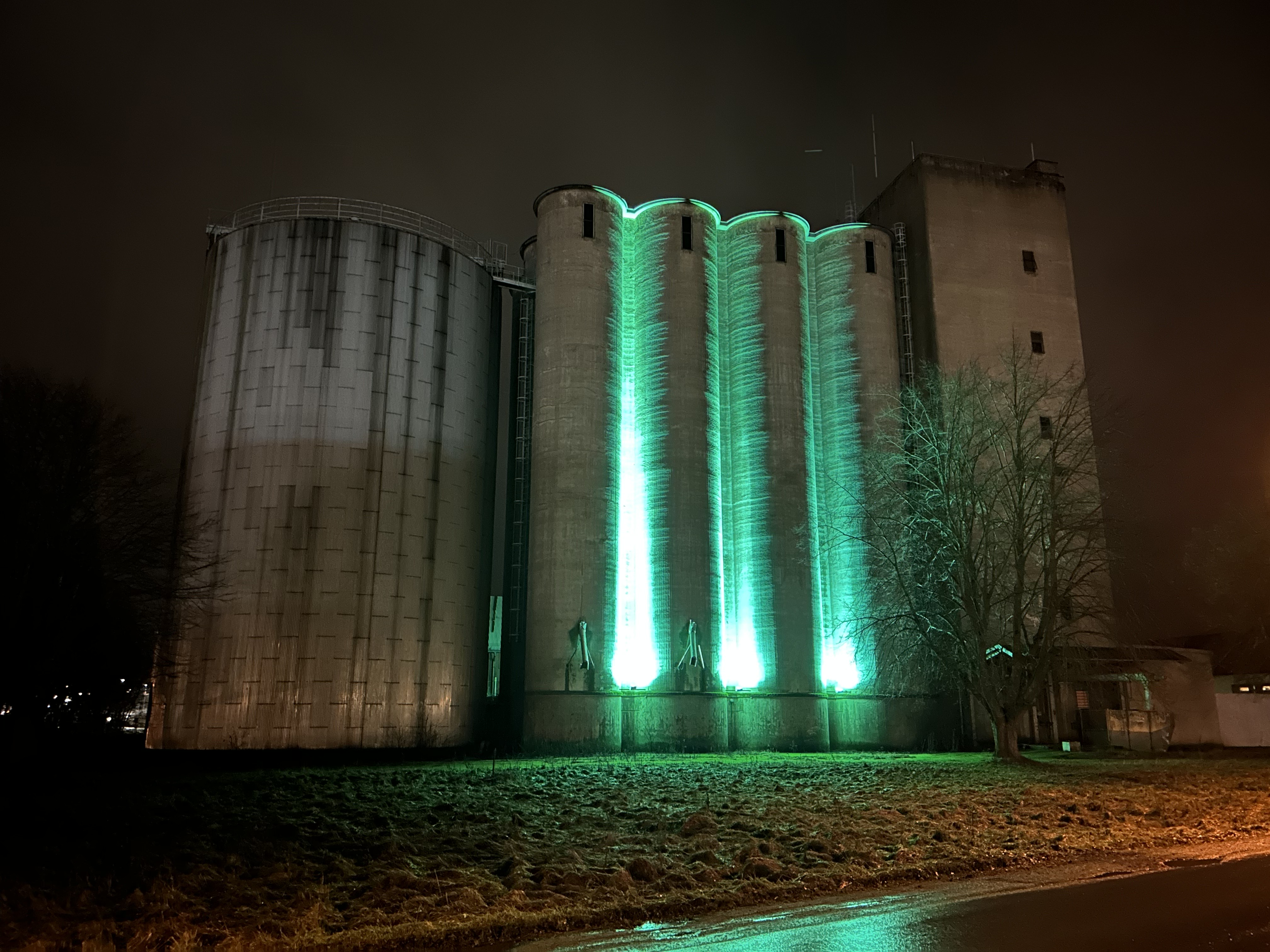
Rimforsa silo

## Historia

### Ortnamnet
Området kring Rimforsa befolkades tidigt. Här fanns många av de förutsättningar som behövs för en mer primär bosättning. Sjöar och vattendrag lämpade för kommunikation och fiske, men även viltrika skogar och lättodlad mark. Man har hittat fynd som visar på bosättningar runt Rimforsa redan på 3000-talet fkr. Namnet Rimforsa tros komma ifrån den fors som en gång i tiden länkade samman Järnlunden och Åsunden. De tidigaste nedskrivna spåren om namnet "Rimforsa" härstammar från 1386 där namnet "Forsa" nämns. I dokument från 1402 nämns "Remma Forsa". 

### Samhällets utveckling

#### Forntid till 1871

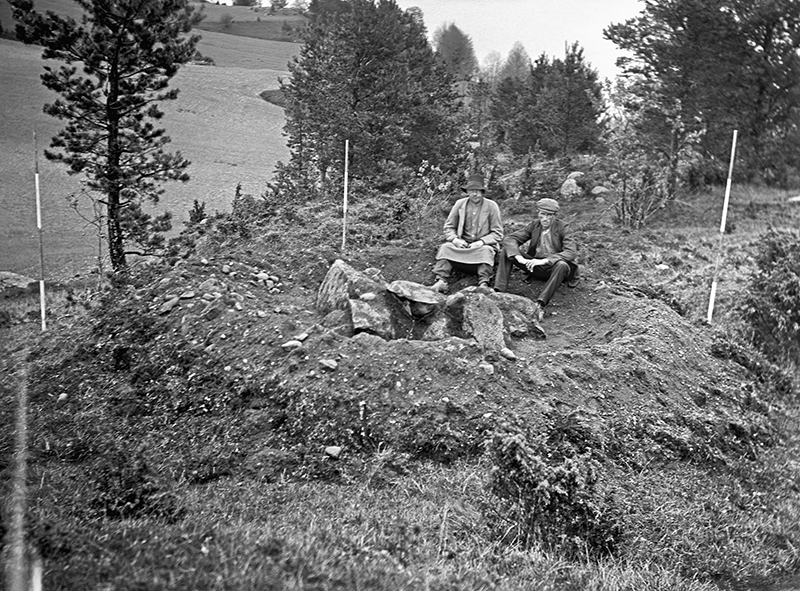
Utgrävning av gravfältet vid Högabacksvägen år 1914-1915.

Många spår vittnar om primära bosättningar i Rimforsa redan från 3000-talet fkr., till exempel områden med gravhögar och en antal forntida fyndplatser utmed Järnlundens och Åsundens stränder. Den största av dessa gravhögar ligger vid Högabacksvägen med utsikt över Åsunden. Mellan 1903 och 1967 har det skett ett antal utgrävningar där många föremål hittats, till exempel halsringar av brons, bälteknäppe, skära och svärd av järn. Vid en utgrävning 1915 där man undersökte fornlämning nr 25 hittade man även ett skelett. Skelettet låg i östlig-västlig riktning med huvudet i väster. I rader runt skelettet låg det kvar spikar av järn som enda spår av kistan. Bredvid skelettets högra arm låg en 16 cm lång kniv av järn. Tyvärr har flera av gravhögarna skadats kraftigt på grund av ett närliggande grustag och byggandet av prästgården som ligger precis intill gravfältet. Man tror även att många eventuella fynd har försvunnit av denna anledning.  
På den tiden kretsade som sagt samhället runt stränderna utmed Åsunden och Järnlunden. Men inte minst runt den fors som en gång i tiden länkade ihop sjöarna. Utöver det bondesamhället som bedrevs inne i centrala Rimforsa runt Rimforsa Gård stod alltså fisket för en stor del i Rimforsas näringsliv. Redan från 1402 finns det källor som berättar om "Remmaforsa fiskeri". Det är säkerligen denna bebyggelse kring Remmaforsen som utvecklades mycket tidigt till den by bestående av flera gårdar vi kan se spår av idag i Rimforsa. 

#### 1871 till 1902
År 1871 stod Kinda kanal klar med en kanal strax öster om Rimforsa. Tillkomsten av Kinda kanal medförde dock inga större förändringar förutom några byggnader kring kanal- och bryggområdet. Rimforsa var redan mer draget åt kanalområdet sedan innan med en lanthandel av Melker Larsson (föregångaren till Ica Melkers Rimforsa), fotoaffär och två skomakare. Detta ledde till att Rimforsa inte växte så mycket som andra samhällen utmed Kinda kanal på denna tid. Den råvara som främst transporterades på kanalen vid denna tid var skog, men de pråmar och lastbåtar som transporterade timret "drog stillsamt Rimforsa förbi på den nybyggda kanalen". De stora sågverken växte upp i andra delar av häradet medan Rimforsa förblev en transportlänk till Linköping och de norra delarna av kanalen. 
Kanalbygget påverkade inte bara Rimforsa med en kanal, utan även med den sjösänkning som skedde när man jämnade ut Järnlunden och Åsunden.  Genom att sänka vattennivån i sjösystemet med ca två meter skulle man vinna tusentals tunnland nya åker- och betesmarker. Detta var markägarna utmed sjöarna beredda att satsa pengar på. Efter att frågan väckts kallade landshövdingen till möte 3 januari 1852 på Rimforsa gästgivargård. Dit kom ombud från de åtta berörda socknarna. Alla utom Vårdnäs-ombuden var positiva till sjösänkning och båtled. 

#### 1902 till 1960-talet
1902 kom järnvägen till Rimforsa. Nu öppnades närheten till andra orter såsom Linköping. I de äldsta utgåvorna av Sveriges kommunikationer skrivs det att en resa från Rimforsa Gästgiveri till Linköping med postdiligens tog ca 4 timmar. Det lär även ha tagit liknande tid på kanalen. Men nu med järnvägens tillkomst tog samma resa istället drygt en timme. Järnvägen gjorde nu att Rimforsa ansågs som en intressant ort. Det är nu samhället övergår från ett bonde- och fiskesamhälle kretsande kring kanalen till ett växande stationssamhälle. Affärer, hotell, bank, skola och posten öppnar och hantverkare slår sig ned i samhället. 1920 hade ett 25-tal bostadshus uppförts samt utrymmen för hantverk och affärsverksamhet reserverats. 1947 antar länsstyrelsen en byggnadsplan för Rimforsa och ett 100-tal bostadshus kunde nu byggas. När byggnadsplanen sedan blev fastställd kunde en planmässig expandering av Rimforsa börja. Norra Kinda köpte mark från gårdarna kring samhället för att bygga på. Från gästgiveriet köptes marken där Rimforsa skola ligger idag.
Det var under denna tid Rimforsa silo anlades.

### Befolkningsutveckling
| Befolkningsutvecklingen i Rimforsa 1950–2020 | Befolkningsutvecklingen i Rimforsa 1950–2020 | Befolkningsutvecklingen i Rimforsa 1950–2020 | Befolkningsutvecklingen i Rimforsa 1950–2020 | Befolkningsutvecklingen i Rimforsa 1950–2020 |
| -------------------------------------------- | -------------------------------------------- | -------------------------------------------- | -------------------------------------------- | -------------------------------------------- |
|                                              |                                              |                                              |                                              |                                              |
| År                                           |                                              |                                              | Folkmängd                                    | Areal (ha)                                   |
| 1950                                         | 1950                                         |                                              | 608                                          |                                              |
| 1960                                         | 1960                                         |                                              | 573                                          |                                              |
| 1965                                         | 1965                                         |                                              | 670                                          |                                              |
| 1970                                         | 1970                                         |                                              | 1 017                                        |                                              |
| 1975                                         | 1975                                         |                                              | 1 559                                        |                                              |
| 1980                                         | 1980                                         |                                              | 1 611                                        |                                              |
| 1990                                         | 1990                                         |                                              | 1 812                                        | 191                                          |
| 1995                                         | 1995                                         |                                              | 2 161                                        | 196                                          |
| 2000                                         | 2000                                         |                                              | 2 202                                        | 200                                          |
| 2005                                         | 2005                                         |                                              | 2 181                                        | 202                                          |
| 2010                                         | 2010                                         |                                              | 2 238                                        | 213                                          |
| 2015                                         | 2015                                         |                                              | 2 259                                        | 273                                          |
| 2020                                         | 2020                                         |                                              | 2 317                                        | 280                                          |
|                                              |                                              |                                              |                                              |                                              |

## Fysisk planering

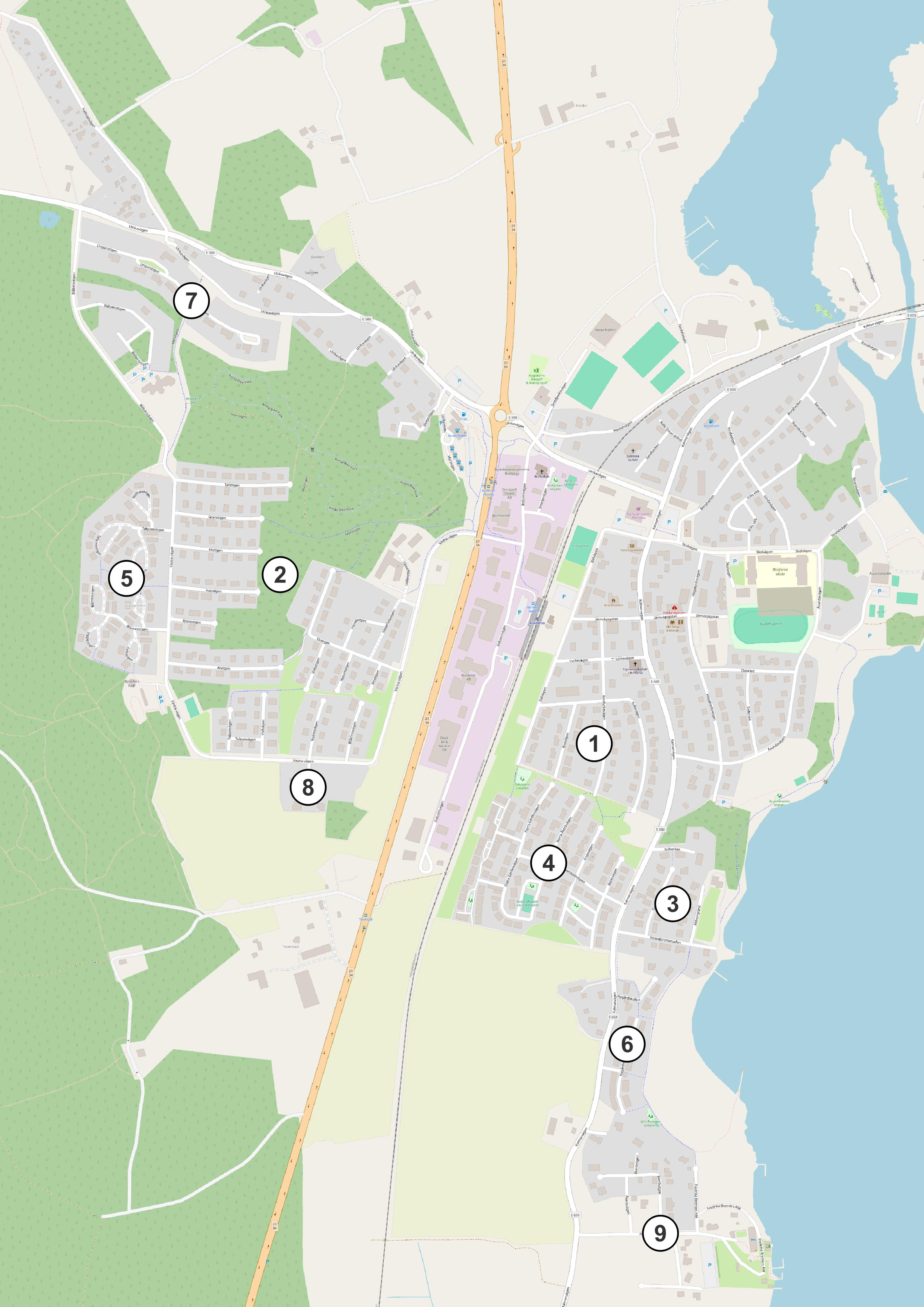
Karta över nytillkomna bostadsområden i Rimforsa

### Bostadsområden i Rimforsa

#### 1. Kullaområdet 1969-1975
En byggnadsplan upprättades 1966 och täckte stora delar av samhället, från torget och söderut mot Tävelstad. Planen inkluderade det nuvarande Kullaområdet med 48 tomter och ett femtontal tomter öster om Kalmarvägen. Dessutom fanns planer på ytterligare cirka 40 villatomter längre söderut, men dessa undantogs av kommunen innan Länsstyrelsen fastställde planen. Villabebyggelsen i området är varierad och området färdigställdes i mitten av 1970-talet.

#### 2. Västerlidsområdet, 1972-1979
1970-1971 byggdes den södra tunneln under riksväg 23/34 vilket möjliggjorde exploatering av Västerlidsområdet. Byggnadsplanen för Västerlidsområdet, som antogs 1971, inkluderade 138 villatomter och en tomt avsedd för en barnstuga i förlängningen av Björkstigen. Länsstyrelsen avslog dock barnstugans placering med motiveringen att den låg för långt från stora delar av dess upptagningsområde. Området blev mycket populärt, särskilt bland nyinflyttade till samhället. Tomterna såldes både av kommunen och via Östgötaeken, som genom transportköp överlät dem till blivande tomtägare.
Byggnadsfirman Claes Nilsson AB och från 1979 Rimforsabyggen AB (Rimab) uppförde tillsammans 66 villor i området. Husen byggdes som lösvirkeshus direkt på plats, men med en effektiv process som inkluderade färdigkapade virkesdelar och förtillverkade takstolar och bjälklag. Detta gjorde dem konkurrenskraftiga jämfört med fabrikstillverkade element- och volymhus. Totalkostnaden för dessa hus, inklusive tomt och VA-anslutning, låg på cirka 130 000–175 000 kronor, vilket motsvarar 1,1–1,2 miljoner kronor i 2023 års penningvärde.

#### 3. Östra Tävelstadsområdet, 1975-1981
En byggnadsplan upprättades 1974 för ett område som redan innehöll Vattenverket och fem äldre villor. Förslaget omfattade ett stort område på båda sidor om Kalmarvägen, med plats för cirka 125 villatomter och ett område för flerfamiljshus. Dock blev området väster om Kalmarvägen, med cirka 100 villatomter, inte fastställt. Länsstyrelsen krävde ytterligare studier av de tekniska och ekonomiska förutsättningarna, minskning av antalet utfarter till den allmänna vägen samt hänsyn till fornlämningsområdet vid planeringen.
Det slutgiltiga förslaget begränsades därför till 21 nya villatomter på östra sidan av Kalmarvägen. Områdets bebyggelse är av varierad karaktär och markerar den sista etappen där tegelfasader användes i större omfattning.

#### 4. Västra Tävelstadsområdet, 1987-2000
En byggnadsplan upprättades 1985, efter att Länsstyrelsen 1974 avslagit tidigare byggplaner väster om Kalmarvägen. Den nya planen omfattade omkring 40 villatomter samt två områden avsedda för kedjehus eller liknande bebyggelse. Exploateringen försenades dock nästan ett år, eftersom kommunen inte hade fastställt något låneunderlag för kostnaderna för tomt- och grundberedning.
För den södra delen av området togs en ny detaljplan fram, som inkluderade friliggande villor, hyreslägenheter och bostadsrättslägenheter. Två bostadsrättsföreningar bildades: Tävelstad 1 med 20 lägenheter och Tävelstad 2 med 24 lägenheter. Den senare omvandlades till enskilda fastigheter år 2010. Hyreslägenheterna, totalt 60, byggdes av den kommunala bostadsstiftelsen Kindahus mellan 1987 och 1989. En av byggnaderna inrymde initialt ett daghem, men byggdes senare om till bostäder.
Området rymmer också 27 friliggande villor. Efterfrågan på tomter var låg, med en kort tomtkö på 10–15 personer, och vissa tomter såldes så sent som år 2000 för endast 10 000 kronor styck. I området finns även en gruppbostad för LSS-boende.

#### 5. Västerberget, 1990-1991

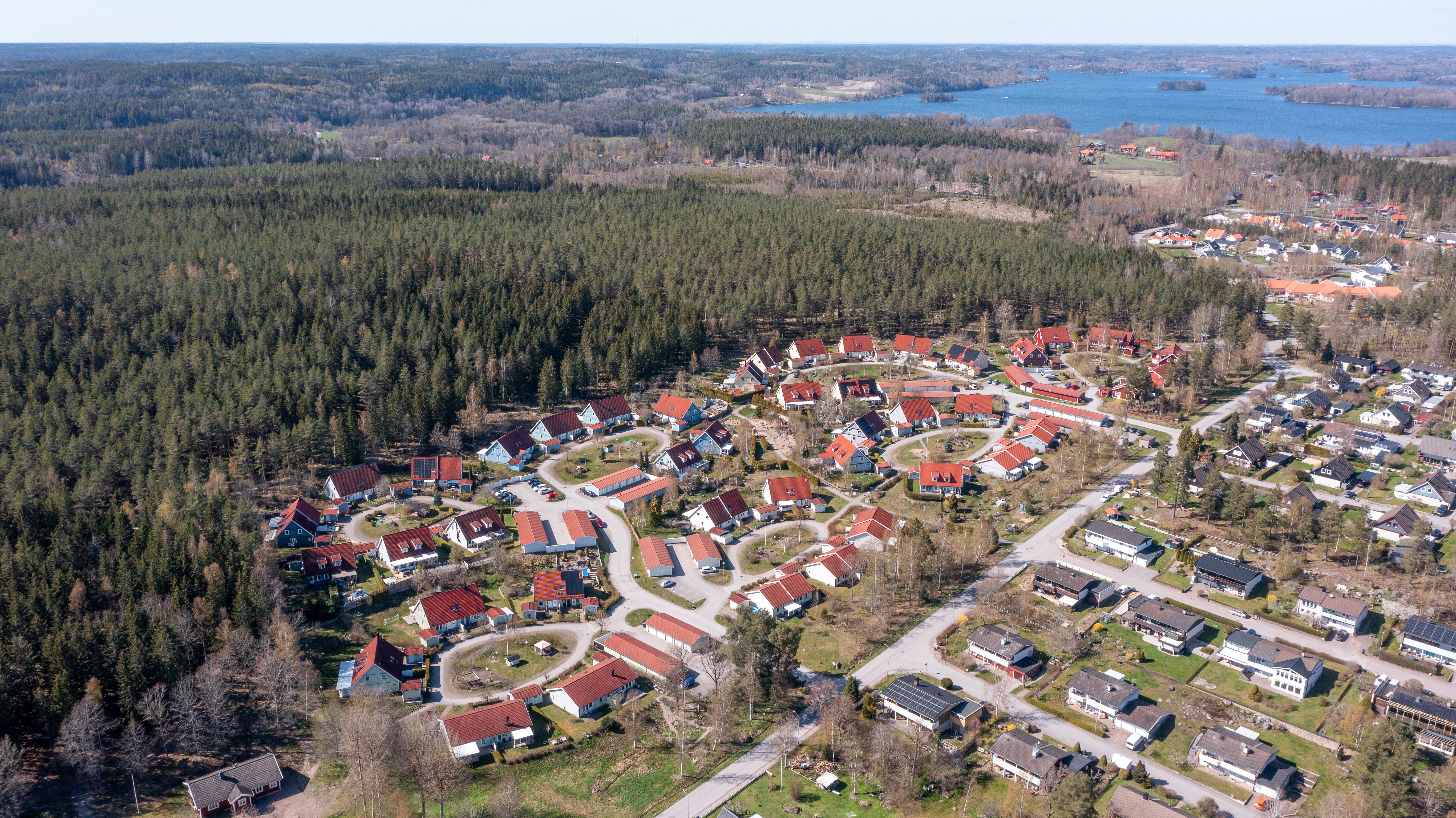
Drönarfoto över Västerberget

etaljplanen för området upprättades 1990, med Gullringshus AB som exploatör. Området utformades med sju gårdssamlingar, innehållande totalt 43 bostadshus med två lägenheter i varje. Gårdarna är sammanlänkade av gångvägar och parkområden, och byggnaderna inom varje gård har en enhetlig färgsättning.
För markarbetena anlitade Gullringshus Skanska, medan Rimab och JS Byggnads AB Jarledal & Svensson från Kisa ansvarade för husmonteringen. År 2007 omvandlades bostadsrätterna till enskilda fastigheter, och 2009 upprättades en ny detaljplan som anpassades till den genomförda avstyckningen. Samtidigt antogs ett färgsättningsprogram för området.

#### 6. Nygårdsområdet, 1993 och 2002-2003
1990 bjöd Kinda kommun in företag att lämna anbud för att bygga bostadsrätter på en större tomt. Trots Byggnadsnämndens rekommendation valde Tekniska nämnden Rimab som exploatör. Rimab byggde 13 parhus, varav sju i 1½-plan och sex i souterräng, med två lägenheter i varje. Samtidigt togs en detaljplan fram för området samt tio villatomter norr därom.
Rimab gick i konkurs när byggnationen var halvfärdig, men projektet slutfördes med hjälp av en färdigställandegaranti och Nya Rimforsa Järn och Bygg. Lägenheter på 79 m² kostade 24 000 kronor i insats med en månadsavgift på 4 700 kronor. Vid inflyttning 1993 var åtta lägenheter osålda, men i november samma år var alla bebodda. Området, kallat "Stöveln" på grund av sin form, har bland annat båtbrygga, flytande bastu och grillplatser.
En ny detaljplan upprättades 2000 för ett område norr om bostadsrättsföreningen Åsunden Stöveln. Den tog hänsyn till fornlämningar som boplats- och gravrester från 400 f.Kr. och framåt. Planen, framtagen av arkitekt Bo Linden, omfattade sex villatomter, vilka bebyggdes 2002–2003. 

#### 7. Björkliden, 2006-2022
Detaljplanen upprättades 2005 med Markbyrån i Åtvidaberg som exploatör. Området, som utgjordes av svagt sluttande skogsmark, bebyggdes med cirka 40 villor. I södra delen togs 2007 en ny detaljplan fram för att möjliggöra byggandet av förskolan Björkliden, med fem avdelningar för totalt 88 barn. Efter att exploatören anlagt vägar med belysning samt vatten- och avloppssystem enligt avtal, övertog kommunen dessa tillsammans med naturområdena mellan bostadskvarteren.

#### 8. Södra Västerliden, 2006-2018
Planprogrammet för Västra vägen-området hade ursprungligen som mål att exploatera hela åkermarken upp till skogskanten i väster. Fornfynd i form av bosättningsplatser ledde dock till att cirka två tredjedelar av området avstod, vilket resulterade i ett mindre kvarter med åtta tomter. Detaljplanen färdigställdes 2005.
Inom naturområdet öster om tomterna finns flera större ekar, och för att skydda dem krävs marklov för avverkning. Kinda kommun stod som exploatör och utförde allt i egen regi. Försäljningen gick långsamt – den första tomten såldes 2006 och den sista 2018, trots ett självkostnadspris på 199 000 kronor. Gatan i området fick namnet Kaprifolvägen.

#### 9. Rimforsa Strand, 2007-2023

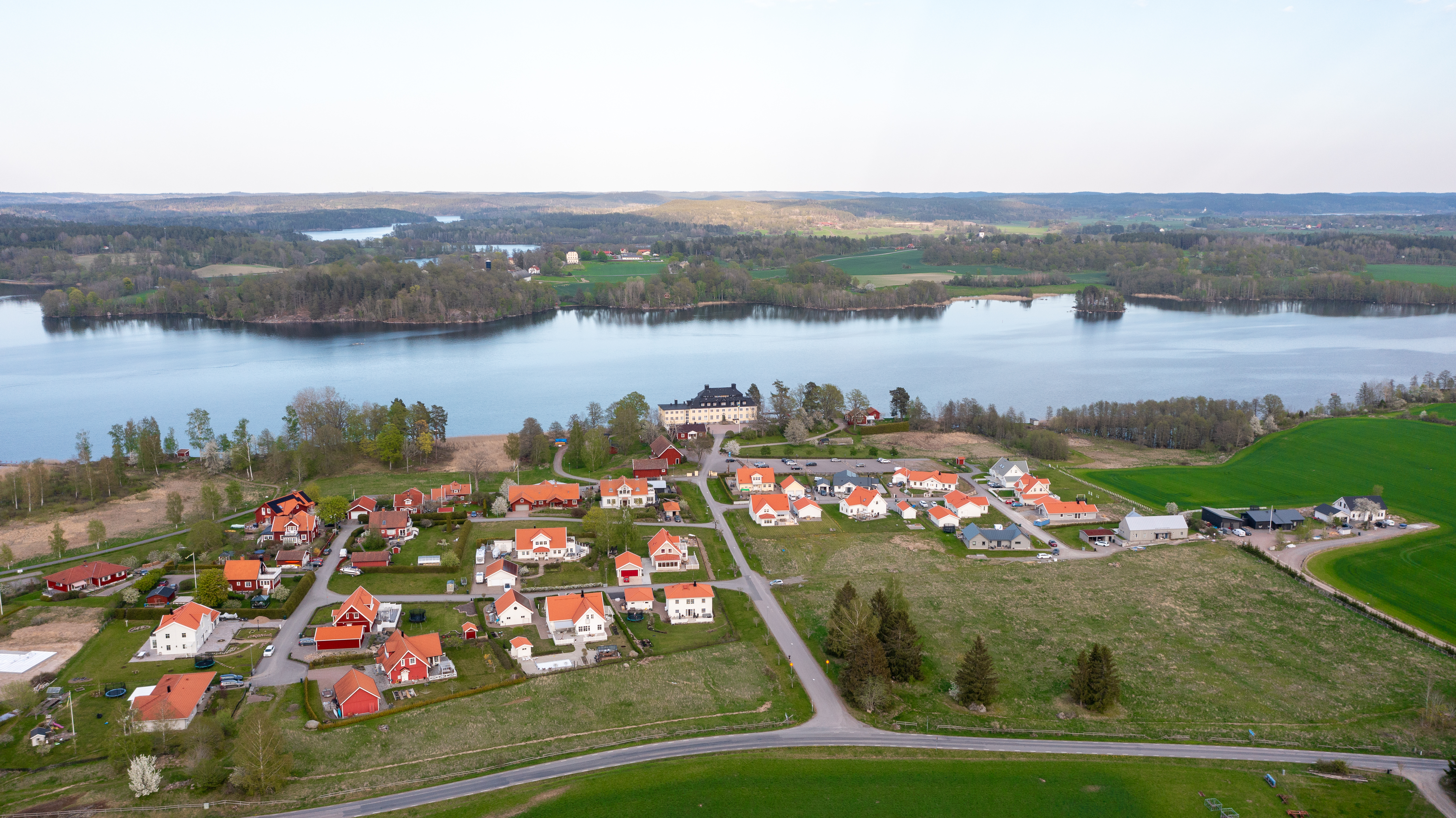
Drönarfoto över Rimforsa Strand

Området rymmer omkring 30 villatomter och Rimforsa Strand, som bedriver kurs- och konferensverksamhet med möjlighet till expansion. Vid planens utformning togs hänsyn till jordbruksverksamheten väster om Kalmarvägen, och ett skyddsavstånd på 200 meter infördes mellan bostäder och djurhållning.
Villorna har till största delen ljusa träfasader och tegelröda tak. Infartsgatan, Fredrika Bremers Allé, har fått sitt namn efter Fredrika Bremer-förbundets lanthushållsskola, som tidigare låg i det som nu är Rimforsa Strand. Bostadsgatorna heter Astrakanvägen och Åkerövägen. Söder om planområdet har två nya villor byggts fram till 2023.

## Utbildning

### Förskolor
I Rimforsa har det genom åren funnits en handfull olika förskolor. 2024 finns följande förskolor på orten, samtliga i kommunal regi.
- Björkliden
- Lyan
- Hackels Förskola

### Skola
I Rimforsa finns det sedan 1875 skolverksamhet i orten. 1953 byggdes den skolbyggnad som idag, tillsammans med tillbyggnader, utgör det låg- och mellanstadie som idag finns i Rimforsa. 1968 byggdes även en gymnastiksal i nära anslutning som 1980 byggdes om till om till matsal. Innan det serverades skolmaten i godtemplargården. 1977 byggdes "Röda längan" där mellanstadiet flyttade in och 1994 byggdes "Skeppet" där man startade tre avdelningar med F-1 - klasser. 
2024 revs matsalen och byggprocessen för en ny skolbyggnad innehållande klassrum och matsal påbörjades.

### Liljeholmens folkhögskola
Strax öster om Rimforsa ligger Liljeholmens folkhögskola och Liljeholmen Herrgård.

## Trossamfund
I Rimforsa finns 3 kyrkor med vardera en församling, Equmeniakyrkan Rimforsa, Brokyrkan samt Rimforsa Församling.

## Näringsliv
På orten finns bland annat en bank, två pizzerior, ett bageri, två sporthallar, ett gym, en konstgräshall, två frisörer, en bensinmack med närbutik, ett motell, en biograf, en tandläkare en järnvägs- och busstation, två båthamnar och en större badplats. Det finns även ett Ica Supermarket.

### Bankväsende
Norra Kinda härads sparbank grundades år 1877 i Rimforsa. Den uppgick år 1979 i Kinda sparbank. Denna bank ingår sedan 2008 i Kinda-Ydre sparbank som fortsatt har ett kontor på orten.
Östergötlands enskilda bank etablerade ett expeditionskontor i Rimforsa år 1916. Östgötabanken behöll ett kontor i Rimforsa under huvuddelen av 1900-talet, men lämnade sedermera orten.

## Föreningsliv

### Tjärstads hembygdsförening
Tjärstads Hembygdsförening verkar sedan 1981 med fokus på att bevara och sprida kunskap om bygdens kulturarv och natur. Föreningen arrangerar guidade turer, traditionella firanden och föreläsningar, och har även gett ut böcker om ortens historia.
Hösten 2024 gav hembygdsföreningen ut fortsättningen på boken "Rimforsa - Samhälle med historia" med namnet "Rimforsa - Samhälle i förändring". Boksläppet skedde i november 2024 på Schedevi Slott.

### Idrott
I Rimforsa finns idrottsföreningen Rimforsa IF som har lag inom bland annat fotboll och innebandy. Även Björkfors GoIF har sin huvudsakliga verksamhet här. Orientering, skidåkning och friidrott är sporter som föreningen är verksam inom.